# Mychajlo Tschornyj

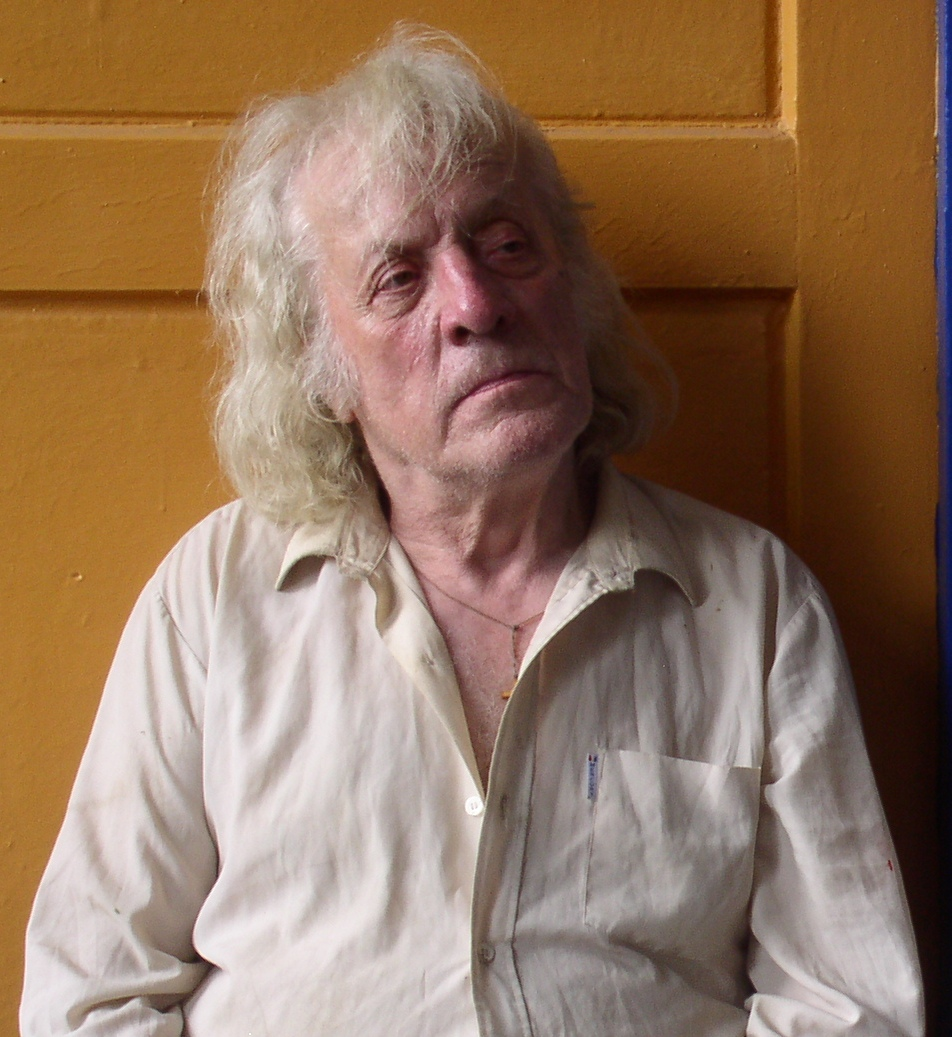
Mychajlo Tschornyj, 2011

Mychajlo Nykyforowytsch Tschornyj (ukrainisch Михайло Никифорович Чорний, russisch Михаил Никифорович Чёрный Michail Nikiforowitsch Tschjorny; * 26. November 1933 in Mala Schmerynka, Ukrainische SSR; † 24. September 2020) war ein ukrainischer Maler und Grafiker.

## Leben
Mychajlo Tschornyj kam im Dorf Mala Schmerynka (Мала Жмеринка) in der Oblast Winnyzja zur Welt. Seine künstlerische Ausbildung erhielt er an der Kunstschule Odessa, die er 1963 abschloss, sowie daran anschließend am Staatlichen Kunstinstitut Kiew, das er 1968 absolvierte und zuletzt bis 1973 an den Kreativwerkstätten der Akademie der Künste der UdSSR.
Er wurde 1972 Mitglied des Künstlerverbandes der Ukrainischen SSR. Seitdem er von 1968 an mit seinen Kunstwerken an Ausstellungen teilnahm, wurden seine Bilder und Zeichnungen auf mehr als zweihundert Ausstellungen gezeigt. Zudem nahm er 1996 und 1997 an Kunstfestivals in Kiew sowie an Open-Air-Veranstaltungen in Nemyriw und Chust teil.

## Ehrungen
- 1994 Verdienter Künstler der Ukraine[3]
- 2009 Volkskünstler der Ukraine[3]

## Werk
Seine Hauptwerke sind:
- Леонтович з хором (Leontowytsch mit Chor; 1976), Serie
- Леся Украинка на Ивана Купала („Lessja Ukrajinka über Ivana Kupala“; 1983)
- серия „Веселі діди“ (Serie „Frohe Großväter“; 1980er Jahre)
- Скоро праздники („Die Ferien stehen vor der Tür“; 1986)
- Скоро свята (Bald erhältlich; 1986)
- Nastja Pryssjaschnjuk (2000)
- Памяти М. Дерегуса („In Erinnerung an M. Derehus“) (2002)
- Чернобыльские мадонны („Madonnen von Tschernobyl“; 2003)
- Атаман Зеленый (Ataman Grün; 2009)

Die Werke des Künstlers befinden sich in zahlreichen Museen und privaten Sammlungen.

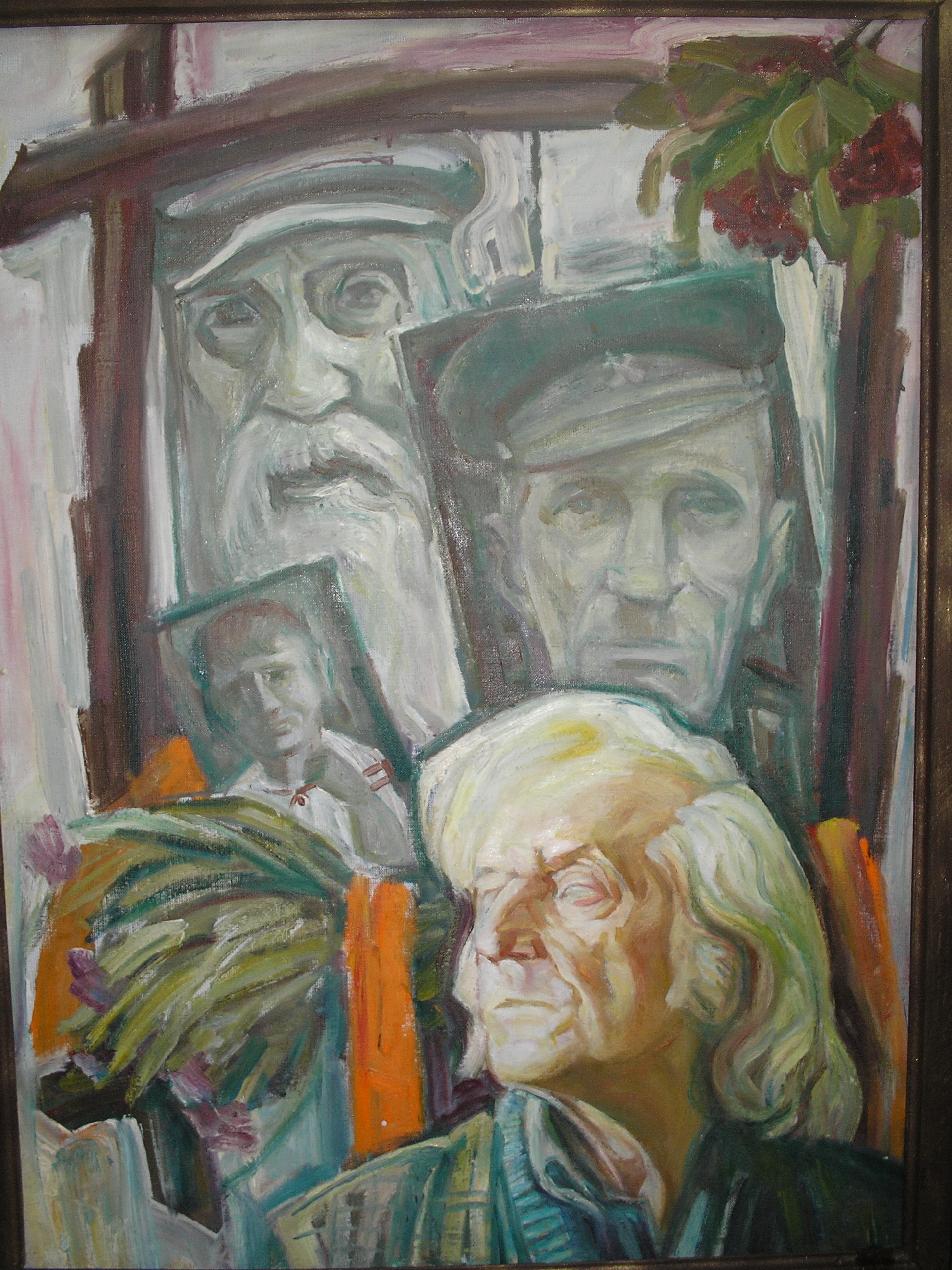
„Selbstbildnis vor dem Hintergrund der Ahnen“; 2006
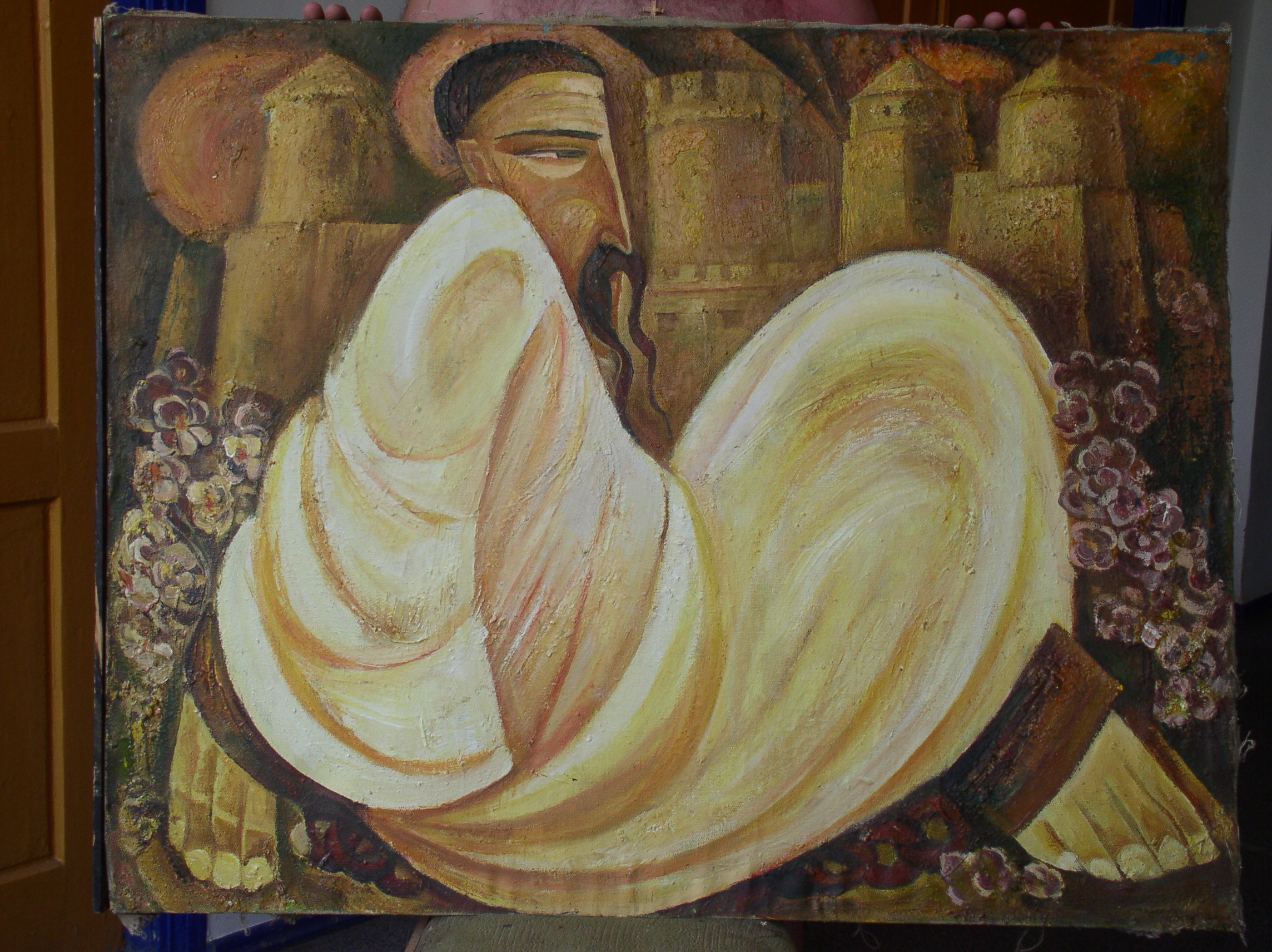
„Ustym Karmaljuk, der podolische Robin Hood“; 1989
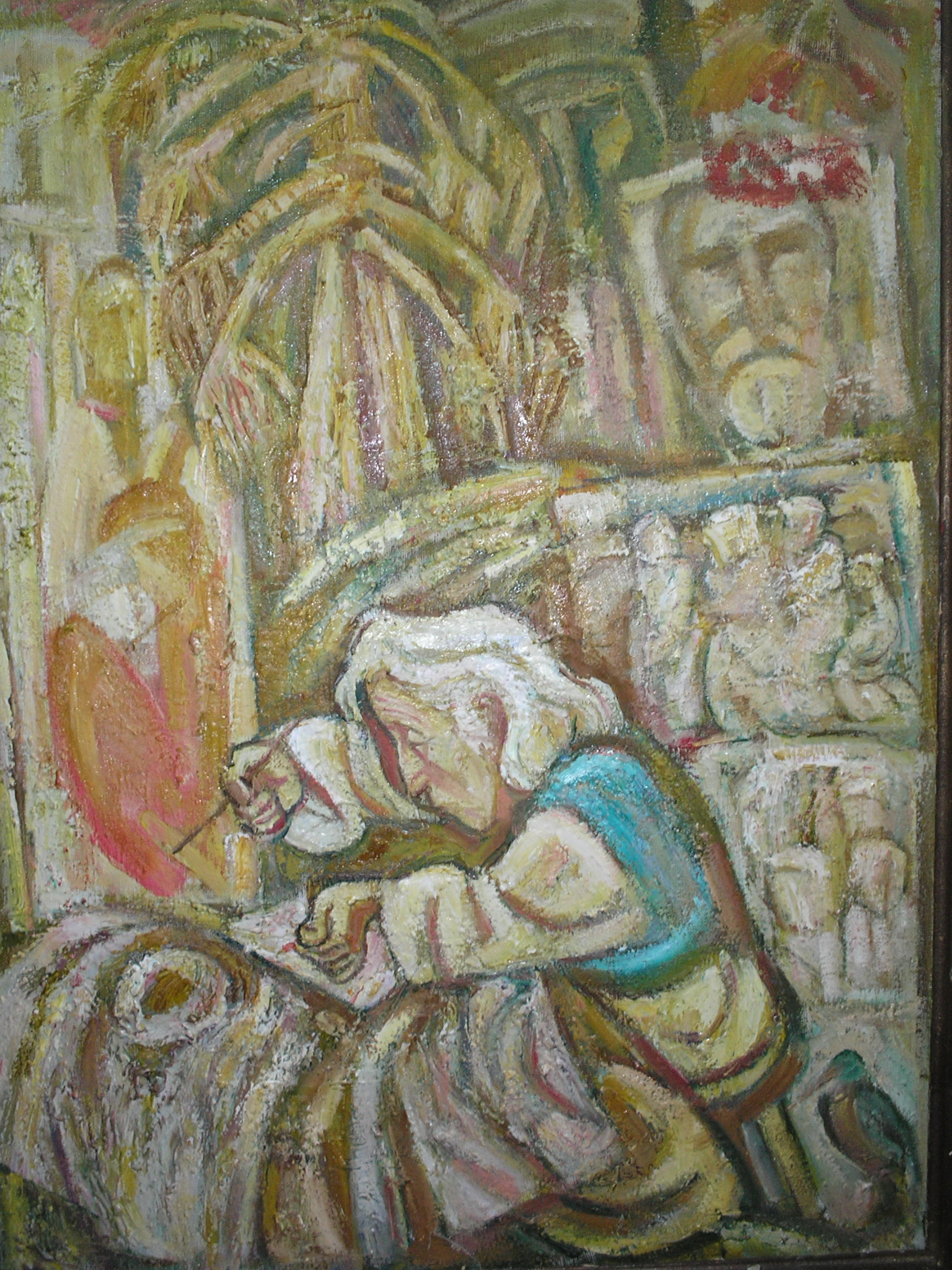
„Ich male Kosak Mamaj“; 2010